# Aruba na Mistrzostwach Świata w Lekkoatletyce 2013
Aruba na Mistrzostwach Świata w Lekkoatletyce 2013 – reprezentacja Aruby podczas mistrzostw świata w Moskwie liczyła 1 zawodnika, który nie zdobył medalu.

## Występy reprezentantów Aruby
| Konkurencja         | Zawodnik      | Eliminacje | Eliminacje | Finał    | Finał   |
| Konkurencja         | Zawodnik      | Rezultat   | Pozycja    | Rezultat | Pozycja |
| ------------------- | ------------- | ---------- | ---------- | -------- | ------- |
| Skok w dal mężczyzn | Quincy Breell | 7,10       | 28.        | NQ       | NQ      |